# Weingarten (Pfalz)

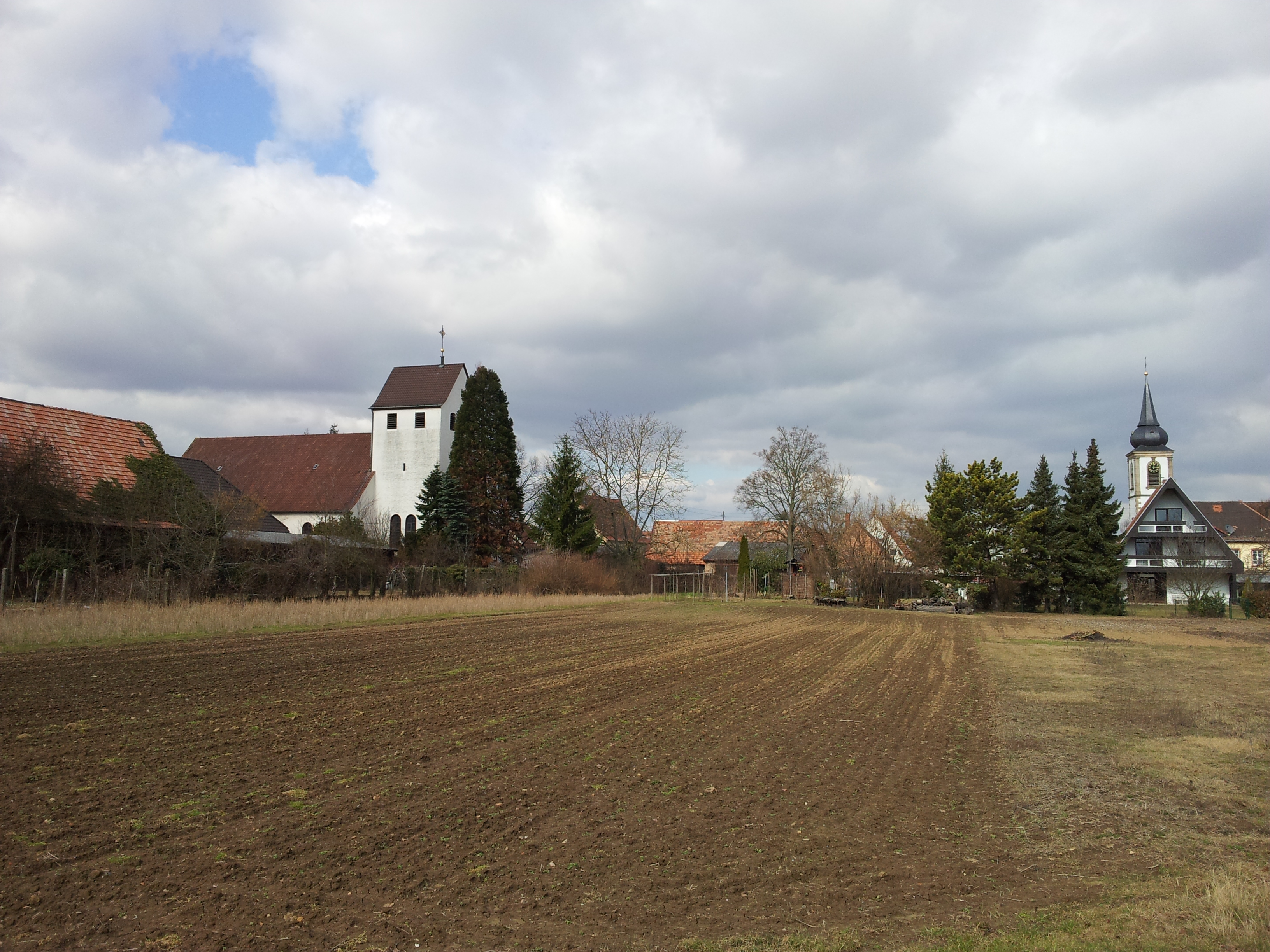
Ortsbild von Weingarten mit den beiden Kirchen

Weingarten (Pfalz) (pfälzisch: Wingerde) ist eine Ortsgemeinde im Landkreis Germersheim in Rheinland-Pfalz. Sie gehört der Verbandsgemeinde Lingenfeld an.

## Geographie
Weingarten liegt etwa 12 Kilometer nordwestlich der Kreisstadt Germersheim, etwa 16 Kilometer nordöstlich von Landau in der Pfalz und etwa 13 Kilometer südwestlich von Speyer im Gäu.
Zur Gemeinde gehören auch die Wohnplätze Am Gartenweg 1 bis 3, Draishof 1 und 2, Weiherhof, Wiesenhof, Am hohen Rain, In der Schäferei, Am Kreuzweg und Hainbachhof.
Durch Weingarten fließt der Hainbach. Der Bruchbach bildet im Norden größtenteils die Gemarkungsgrenze und im Nordosten für ein kurzes Stück der Modenbach.
Weingarten hat mit folgenden Gemeinden eine gemeinsame Grenze: Freisbach, Lustadt, Schwegenheim, Westheim (Pfalz) (alle Landkreis Germersheim) sowie Gommersheim (Landkreis Südliche Weinstraße).

## Geschichte

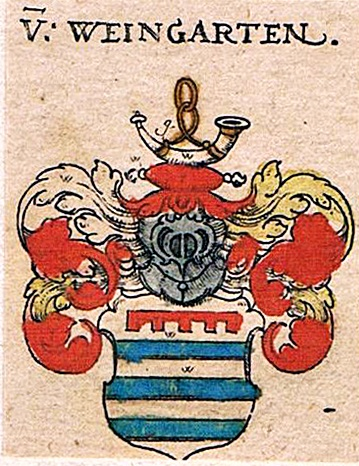
Wappen der Ritter von Weingarten

### Mittelalter und frühe Neuzeit
Das Dorf Weingarten  im Gäu kann auf eine über 1250-jährige Geschichte zurückblicken. Vor Ort existiert zudem ein Gräberfeld aus der Merowingerzeit.
Die erste Nennung erfolgte im Jahre 771 unter dem Namen Wingarda. Im Jahr 985 wurde der Ort Opfer des Salischen Kirchenraubs. Aus der Gemeinde stammt das seit 1226 urkundlich bezeugte und 1685 ausgestorbene Geschlecht der Ritter von Weingarten. Die Reste seiner nordwestlich des heutigen Dorfes gelegenen und 1525 zerstörten Burg wurden im 18. Jahrhundert abgetragen. Bis in die Gegenwart weisen mehrere Straßennamen darauf hin, beispielsweise existiert unter anderem eine Ritter-von-Weingarten-Straße oder eine Straße Am Schlossberg. Im Mittelalter gehörte der Ort zunächst den Herren von Hirschhorn und ab Mitte des 15. Jahrhunderts den Herren von Remchingen.
Während der frühen Neuzeit kam das Dorf zur Kurpfalz, innerhalb derer es dem Oberamt Germersheim sowie der Stadt und Fauthei Germersheim unterstand. August Becker berichtet in seinem Buch Die Pfalz und die Pfälzer, dass in Weingarten, im 17. Jahrhundert der kurpfälzische Amtsschreiber Beuerlin gelebt hat, welcher jene Chronik von König Dagobert von Kleinfrankreich geschrieben hat, die ihrer Zeit die „politische Bibel“ der Pfälzer Bauern war.

### 19. und 20. Jahrhundert
Die Inbesitznahme des Linken Rheinufers durch französische Revolutionstruppen beendete ab 1794 die alte Ordnung. Der Ort wurde von 1798 bis 1814 Teil der Französischen Republik (bis 1804) und anschließend des Französischen Kaiserreichs. Verwaltungstechnisch wurde Weingarten Sitz einer Mairie, die dem Kanton Germersheim des Arrondissements Speyer im Département Donnersberg zugeordnet war. Nach der Niederlage Napoleons fiel Weingarten als Teil der linksrheinischen Pfalz aufgrund der auf dem Wiener Kongress 1815 getroffenen Vereinbarungen zunächst an Österreich und 1816 aufgrund eines Tauschvertrages nachfolgend an das Königreich Bayern.
Von 1818 bis 1862 gehörte der Ort dem Landkommissariat Germersheim an; aus diesem ging das Bezirksamt Germersheim hervor.
Als Folge des Ersten Weltkriegs war die gesamte Region dem französischen Abschnitt der Alliierten Rheinlandbesetzung zugeordnet. Seit 1939 ist Weingarten Bestandteil des Landkreises Germersheim. Nach dem Zweiten Weltkrieg wurde Weingarten innerhalb der französischen Besatzungszone Teil des 1946 neu gebildeten Landes Rheinland-Pfalz.
Im Zuge der ersten rheinland-pfälzischen Verwaltungsreform wurde die Gemeinde 1972 in die neu gebildete Verbandsgemeinde Lingenfeld eingegliedert.

## Bevölkerung

### Einwohnerentwicklung
Wenn nicht gesondert aufgeführt, ist die Quelle der Daten das Statistische Landesamt Rheinland-Pfalz.
| Jahr | Einwohner |
| ---- | --------- |
| 1802 | 676       |
| 1815 | 958       |
| 1835 | 1126      |
| 1849 | 1158      |
| 1861 | 1090      |
| 1871 | 1075      |
| 1905 | 1027      |

| Jahr | Einwohner |
| ---- | --------- |
| 1939 | 1157      |
| 1950 | 1237      |
| 1965 | 1375      |
| 1970 | 1356      |
| 1975 | 1322      |
| 1980 | 1286      |
| 1985 | 1307      |

| Jahr | Einwohner |
| ---- | --------- |
| 1990 | 1334      |
| 1995 | 1366      |
| 2000 | 1541      |
| 2005 | 1566      |
| 2011 | 1660      |
| 2017 | 1790      |
| 2023 | 1.911     |

### Konfessionsstatistik
Im Jahr 1871 waren von den damals insgesamt 1075 Einwohnern 562 evangelisch (52 %), 493 katholisch (46 %) und 20 jüdisch (2 %).
2012 waren 39,9 % der Einwohner evangelisch und 38,1 % katholisch. Die übrige 22 % gehörten einer anderen Religion an oder waren konfessionslos. Der Anteil der Protestanten und Katholiken an der Gesamtbevölkerung ist seitdem gesunken. Ende Februar 2025 hatten 27,8 % der Einwohner die evangelische Konfession und 24,2 % die katholische. 48,0 % gehörten entweder einer anderen Glaubensgemeinschaft an oder waren konfessionslos.

## Politik

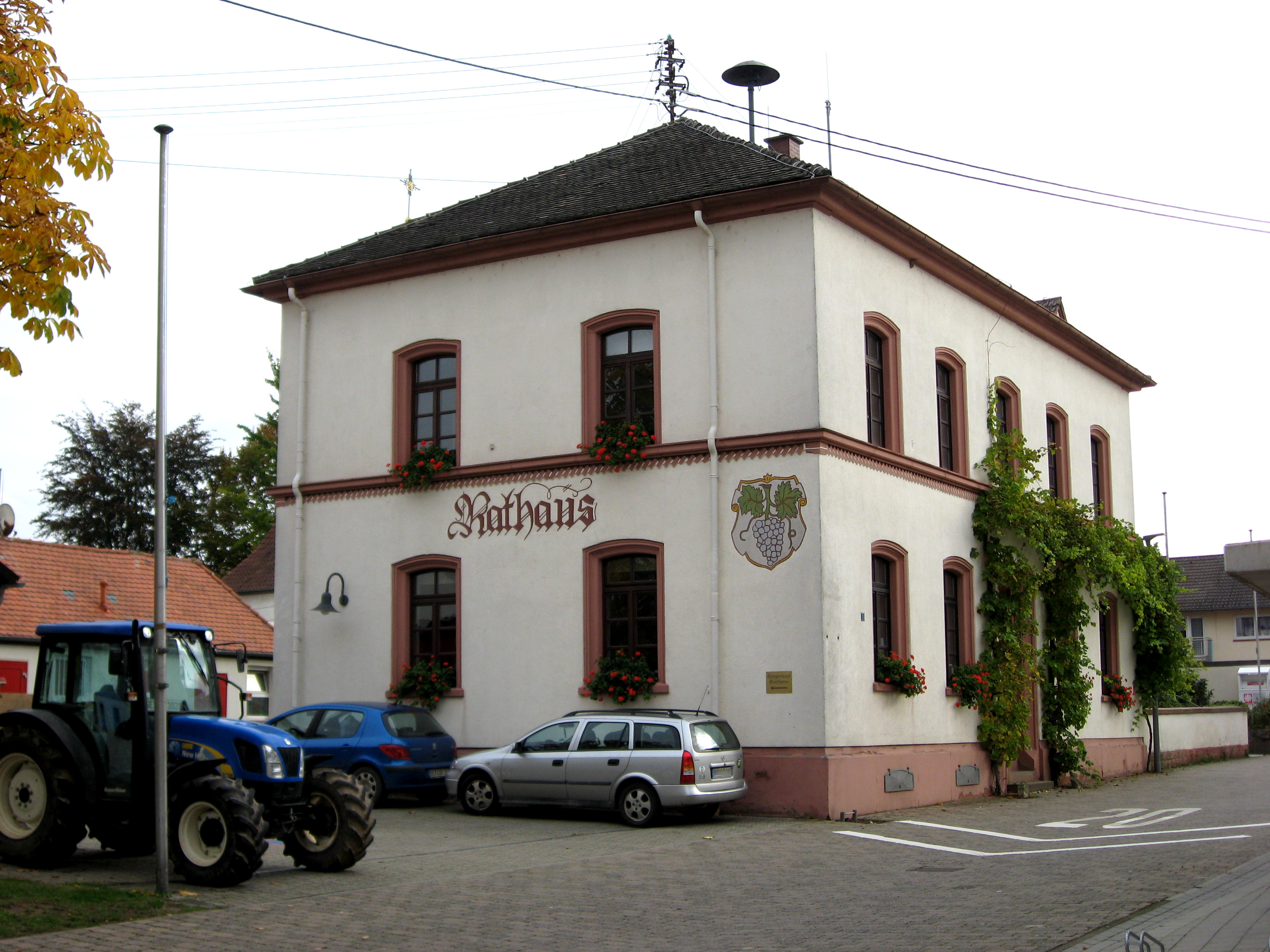
Rathaus

### Gemeinderat
Der Gemeinderat in Weingarten (Pfalz) besteht aus 16 Ratsmitgliedern, die bei der Kommunalwahl am 9. Juni 2024 in einer personalisierten Verhältniswahl gewählt wurden, und dem ehrenamtlichen Ortsbürgermeister als Vorsitzendem.
Die Sitzverteilung im Gemeinderat:
| Wahl | SPD | CDU | FWG | Gesamt   |
| ---- | --- | --- | --- | -------- |
| 2024 | 5   | 6   | 5   | 16 Sitze |
| 2019 | 5   | 6   | 5   | 16 Sitze |
| 2014 | 4   | 6   | 6   | 16 Sitze |
| 2009 | 5   | 6   | 5   | 16 Sitze |
| 2004 | 7   | 5   | 4   | 16 Sitze |

- FWG = Freie Wählergruppe der Ortsgemeinde Weingarten (Pfalz) e. V.

### Bürgermeister
Stefan Becker (CDU) wurde am 1. Juli 2019 Ortsbürgermeister von Weingarten. Bei der Direktwahl am 26. Mai 2019 war er mit einem Stimmenanteil von 78,60 % für fünf Jahre gewählt worden. Bei der Direktwahl am 9. Juni 2024 wurde er als einziger Bewerber mit 77,6 % für weitere fünf Jahre in seinem Amt bestätigt.
Beckers Vorgänger waren Thomas Krauß (FWG, Amtszeit 2009–2019), Kurt Seibert (SPD, 1994–2009) und Peter Settelmeyer.

### Wappen
| Wappen von Weingarten | Blasonierung: „In Silber eine grünbeblätterte und -bestielte blaue Traube.“                                               |
| Wappen von Weingarten | Wappenbegründung: Es wurde 1841 vom bayerischen König genehmigt und geht zurück auf ein Gerichtssiegel aus dem Jahr 1776. |

### Gemeindepartnerschaft
Es besteht seit 1994 eine Partnerschaft mit der Gemeinde Vieillevigne im Département Loire-Atlantique in Frankreich.

## Kultur

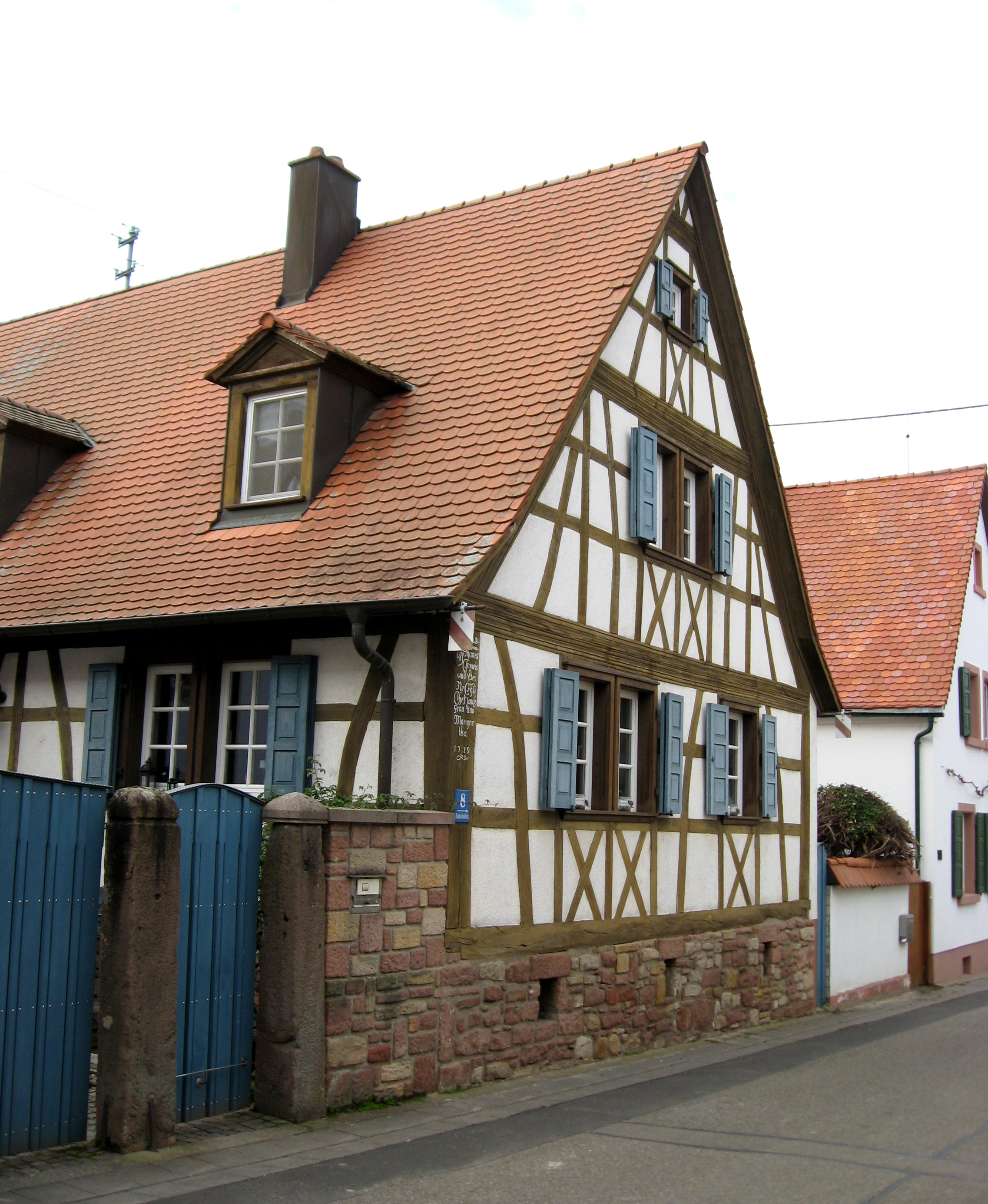
Denkmalgeschütztes Fachwerkhaus

### Kulturdenkmäler
Vor Ort existieren insgesamt zwölf Objekte, die unter Denkmalschutz stehen, darunter das Rathaus und die einstige Eisenbahnbrücke im Norden der Gemarkung.

### Natur
Mit der Eiche im Sumpfschlag existiert innerhalb des Gemeindegebiets ein Naturdenkmal.

### Sport
Der SV Weingarten 1946 spielte drei Jahre in der viertklassigen Fußball-Oberliga Südwest, ehe er 2005 aufgelöst wurde und 2007 als SV Weingarten 2007 neu gegründet wurde.

## Wirtschaft und Infrastruktur

### Wirtschaft
Die Gemeinde ist ein Weinort und als solcher ein Teil des Weinanbaugebiets Pfalz. Vor Ort existiert die Einzellage Schloßberg, die zur Großlage Trappenberg gehört.
Weingarten verfügt gegenwärtig über eine Apotheke, drei Friseure, zwei Gemüsehandlungen, eine Immobilienagentur sowie eine Autowerkstatt. Hinzu kommen mehrere Betriebe, die sich der Produktion von Agrargütern widmen, hauptsächlich Salat, Radieschen und Rosen. Zudem existieren vor Ort eine Pizzeria, ein Restaurant sowie zwei Lokale. Die Raiffeisenbank Weingarten ging 1996 in der VR Bank Südpfalz auf.

### Verkehr
Weingarten liegt an den Landesstraße 507, von der im Ort die Kreisstraßen 4 und 32 abzweigen. Im Süden streift die Bundesstraße 272 das Gemeindegebiet und mündet bei Schwegenheim in die B 9. 

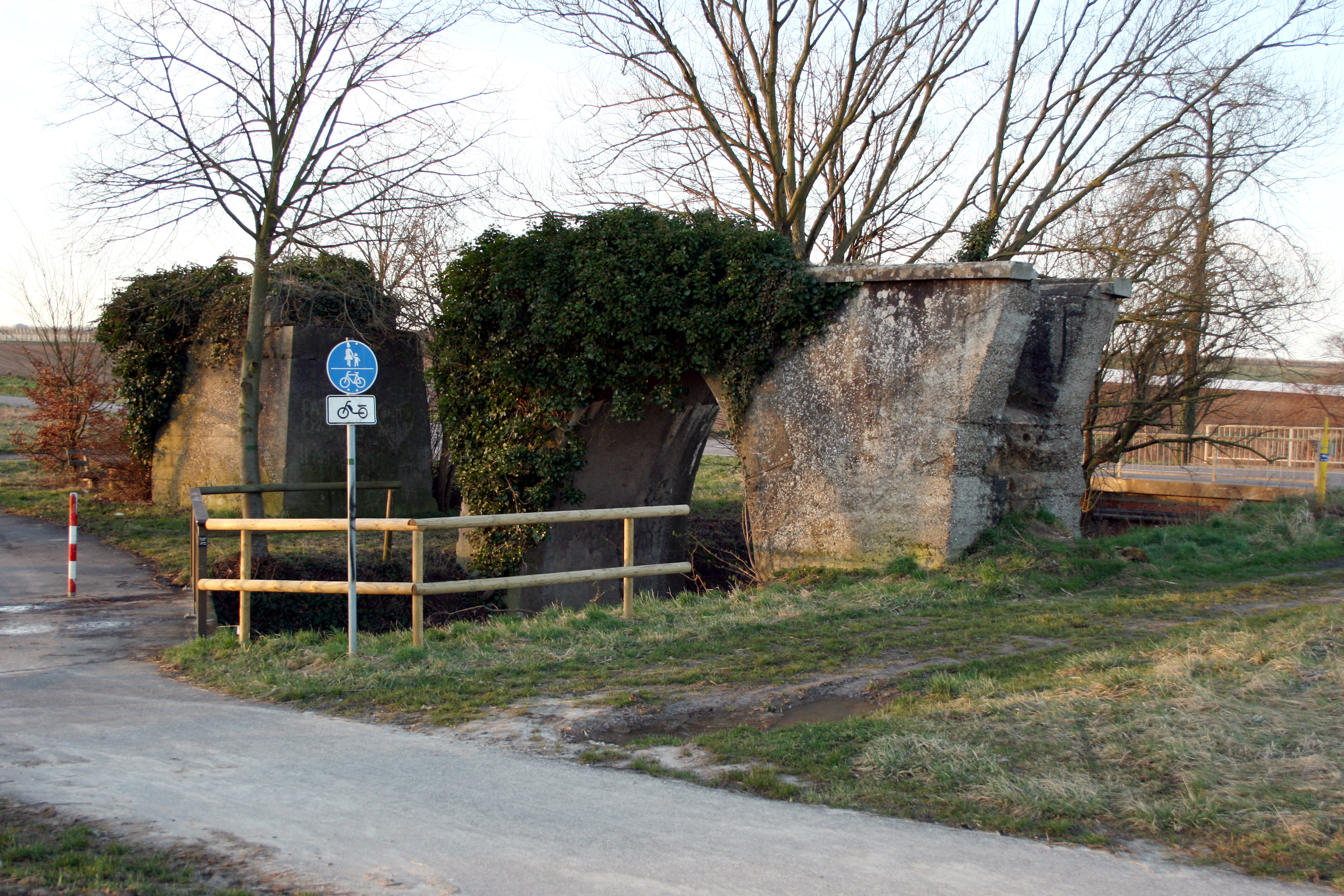
Überreste des Viaduktes der Lokalbahn Neustadt–Speyer

Vom Anfang des 20. Jahrhunderts bis 1956 gab es mit der Lokalbahn Neustadt–Speyer einen Anschluss an das Schienennetz. Zwischen Freisbach und Weingarten sind noch die unter Denkmalschutz stehenden Überreste des Viaduktes zu sehen. Auch der Name der Bahnhofstraße zeugt noch von dieser Zeit.
Die Anbindung an den Nahverkehr erfolgt mittlerweile durch zwei Buslinien: Einmal die Linie 507 nach Neustadt und Speyer und die Linie 591 nach Landau und Speyer. Beide Linien fahren im Stundentakt. Auf dem Abschnitt Weingarten Speyer fahren beide Linien so versetzt, dass es einen Halbstundentakt gibt. Die Buslinie 599 verbindet Weingarten mit Germersheim über Schwegenheim und Lingenfeld. Sie ist auf den Schülerverkehr ausgerichtet und fährt nur an Schultagen.

### Behörden
Die Gemeinde gehört zum Zuständigkeitsbereich des Amtsgericht Germersheim. Die zuständige Verwaltungsbehörde ist die Verbandsgemeindeverwaltung Lingenfeld.

### Tourismus
Durch den Norden der Gemeindegemarkung verläuft der Radweg Vom Rhein zum Wein. Auch der Kraut-und-Rüben-Radweg verläuft quer durch Weingarten hindurch.

## Persönlichkeiten

### Ehrenbürger
- 2000, 3. Juni: Armand Bossis (* 2. August 1922, † 13. Juni 2009), Initiator der Gemeindepartnerschaft zwischen Weingarten und Vieillevigne. Als Fremdarbeiter war er in der Endphase des Zweiten Weltkriegs zu Schanzarbeiten in der Pfalz herangezogen worden. Eine Familie aus Weingarten half ihm, das Kriegsende zu überstehen, woraus sich in späteren Jahrzehnten eine Freundschaft zwischen den beiden Gemeinden entwickelte.[17][19]

### In Weingarten geboren
- Philipp Brunnemer (1867–1942), hingerichteter sozialdemokratischer Widerstandskämpfer gegen das NS-Regime
- Gerhard Settelmeyer (* 1940), Fußballspieler

### Mit Weingarten verbunden
- Johann Henrich Ursinus (1608–1667), lutherischer Theologe, humanistisch-theologischer Gelehrter und Autor, hatte 1633 und 1634 vor Ort eine Pfarrstelle inne
- Emil Nesseler (1891–1952), Lehrer und Heimatforscher, wirkte in den Jahren 1910 und 1911 in Weingarten aus Aushilfslehrer
- Theo Fehn (1910–1984), Pfarrer der Evangelischen Landeskirche der Pfalz sowie Glockenexperte und -sachverständiger, wurde 1935 vor Ort Pfarrverweser
- Kurt Seibert, Inhaber der Freiherr-vom-Stein-Plakette
- Christian Schad (* 1958), evangelischer Theologe, übernahm im Jahr 1986 die Pfarrstelle in Weingarten
- Steffen Bohl (* 1983), spielte zeitweise Fußball beim SV Weingarten